# 哈迪縣 (佛羅里達州)
哈迪縣（英語：Hardee County）是美國佛羅里達州的一個縣，位於佛羅里達半島中部。面積1,653平方公里。根據美國人口調查局2000年統計，共有人口26,938人。縣治窩楚拉（Wauchula）。
成立於1921年4月23日。縣名紀念第二十三任州長喀利·A·哈迪（Cary Augustus Hardee）。